# Chiesa di San Lorenzo Martire (Mandello Vitta)
La chiesa di San Lorenzo Martire, o anche, più semplicemente, solo chiesa di San Lorenzo, è la parrocchiale di Mandello Vitta, in provincia e diocesi di Novara; fa parte dell'unità pastorale della Bassa Valsesia.

## Storia
L'originaria chiesa mandellese sorse presumibilmente nel XII secolo, anche se la prima citazione che ne attesta l'esistenza risale al 1357 ed è contenuta nel Liber cleri.
Una seconda menzione è datata 1512, mentre i vescovi Speciano e Bascapè trovarono rispettivamente nel 1590 e nel 1597 che l'edificio era ampio e a tre navate, ma che la sagrestia versava in condizioni non ottimali; nei successivi due secoli la chiesa fu interessata da diversi interventi di rifacimento e di ammodernamento, salvo poi venir riportata allo stile romanico nel 1963.

## Descrizione

### Esterno
La facciata a salienti della chiesa, rivolta a sudovest, presenta a centro il portale d'ingresso e, sopra, un rosone, mentre ai lati si aprono due finestre a tutto sesto.
Annesso alla parrocchiale è il campanile a base quadrata, suddivisa in più registri da cornici marcapiano abbellite da archetti pensili; la cella presenta su ogni lato una monofora ed è coronata dalla guglia piramidale poggiante sul tamburo.

### Interno
L'interno dell'edificio si compone di tre navate; qui sono conservate diverse opere di pregio, tra le quali l'affresco con soggetto la Madonna del Rosario tra i Santi Domenico e Caterina, risalente alla fine del XVI secolo, i lacerti di un dipinto dell'Annunciazione, le allegorie dei Misteri del Rosario e un affresco raffigurante la Santissima Trinità, eseguito nel XV secolo.